# Conselheiro Pena (ort)
Conselheiro Pena är en ort i Brasilien.   Den ligger i kommunen Conselheiro Pena och delstaten Minas Gerais, i den sydöstra delen av landet, 800 km sydost om huvudstaden Brasília. Conselheiro Pena ligger 124 meter över havet och antalet invånare är 12 734.
Terrängen runt Conselheiro Pena är kuperad åt sydväst, men åt nordost är den platt. Conselheiro Pena ligger nere i en dal. Det finns inga andra samhällen i närheten.
Omgivningarna runt Conselheiro Pena är huvudsakligen savann. Runt Conselheiro Pena är det ganska glesbefolkat, med 28 invånare per kvadratkilometer.